# Boban Božović
Pour les articles homonymes, voir Božović.
Boban Božović, né le 24 novembre 1963 à Sarajevo, est un ancien footballeur international yougoslave puis bosnien. Il était milieu de terrain.

## Carrière
- 1981-1990 :  FK Sarajevo (159 matchs - 28 buts)
- 1990-1992 :  RC Lens (2 matchs - 0 but)
- 1992-1993 :  FC Istres (31 matchs - 4 buts)
- 1993-1994 :  EDS Montluçon (7 matchs - 1 but)
- 1994-1995 :  Gazélec Ajaccio (20 matchs - 2 buts)
- 1996-1997 :  Entente Nord Lozère

## Statistiques
- 2 matchs en Ligue 1
- Premier match : le 3 août 1991, Nîmes - Lens (0-2)
- 1 sélection en équipe de Yougoslavie : le 12 novembre 1983 contre la France (Zagreb, 0-0)